# (3909) Gladys
(3909) Gladys (1988 JD1) – planetoida z pasa głównego asteroid okrążająca Słońce w ciągu 4,22 lat w średniej odległości 2,61 j.a. Odkryta 15 maja 1988 roku.